# Gabriel Bergier
Gabriel Bergier (* Januar 1659 in Lausanne; † 2. Februar 1736 ebenda) war ein Schweizer evangelischer Geistlicher und Hochschullehrer.

## Leben

### Familie
Gabriel Bergier war der Sohn des Politikers Jean-Pierre Bergier (1634–1712).
Er war seit 1682 mit Marie, Tochter des Theologieprofessors Elie (auch Elias) Merlat (1634–1705), verheiratet. Von seinen Kindern ist namentlich bekannt:
- Jeanne-Françoise Bergier, verheiratet mit François-Frédéric de Treytorrens (1687–1737),[4] Professor für Philosophie, Mathematik und Physik.

Sein Enkel war der Mathematiker und Philosoph Louis de Treytorrens und sein Neffe war Jean-Pierre Bergier, der den Freiheitskämpfer Major Jean Daniel Abraham Davel auf den Richtplatz am 24. April 1723 in Vidy begleitete.

### Werdegang
Gabriel Bergier immatrikulierte sich zu einem Theologiestudium an der Akademie Lausanne und setzte sein Studium später an der Académie de Genève und 1680 an der Universität Orléans fort; 1682 erfolgte seine Ordination.
1691 wurde er als Professor für Hebräisch an die Akademie Lausanne berufen und war von 1696 bis 1699 deren Rektor.
Weil er von liberaler Gesinnung war, schützte er 1696 den Pietisten Daniel Crespin (1641–1716) und 1698 eine Gruppe von Studenten, die dem Arminianismus zuneigten. Diese Haltung hatte jedoch seine Entlassung von der Akademie und seine Versetzung auf die Stelle des Ersten Pfarrers von Lausanne zur Folge; dort wirkte er von 1700 bis zu seinem Tod 1736.

### Geistliches Wirken
Gabriel Bergier arbeitete an der Reform der kirchlichen Institutionen und war an der Einführung von liturgischen Gottesdiensten sowie an einem neuen Psalter beteiligt. Von 1717 an war er an der Auseinandersetzung um den Consensus Helveticus beteiligt und inspirierte die gemässigte Richtung durch mehrere Schriften.
Die Anklage, er habe in einer Predigt am Tag nach der Hinrichtung des aufständischen Majors Jean Daniel Abraham Davel am 24. April 1723 dessen Verdienste gepriesen, wurde nach Überprüfung des Textes durch Bern fallen gelassen.

## Schriften (Auswahl)
- Johann Heinrich Otth; Gabriel Bergier: Compendii physici disputatio prima, de principiis et generalibus affectionibus corporum / quam sub praesidio Ioh. Hen. Othonis, philosophiae in Academia Lausannensi professoris, sustinebit Gabriel Bergier. Bern 1676.